# Chusquea pallida
Chusquea pallida är en gräsart som beskrevs av William Munro. Chusquea pallida ingår i släktet Chusquea och familjen gräs. Inga underarter finns listade i Catalogue of Life.